# 蒂廷
蒂廷是德国巴伐利亚州的一个市镇。总面积71.10平方公里，总人口2640人，其中男性1387人，女性1253人（2011年12月31日），人口密度37人/平方公里。